# Toxopsiella perplexa
Toxopsiella perplexa är en spindelart som beskrevs av Forster 1964. Toxopsiella perplexa ingår i släktet Toxopsiella och familjen Cycloctenidae. Inga underarter finns listade i Catalogue of Life.